# Nizjnja Krinka
Nizjnja Krinka (Oekraïens: Нижня Кринка; Russisch: Нижняя Крынка, Nischnjaja Krynka) is een plaats in Oekraïne in de oblast Donetsk ca 20 km ten noordwesten van Donetsk met ca 14000 inwoners in 2011.
In september 2014 kwam de plaats in het nieuws vanwege de vondst van massagraven.